# Parlement tibétain en exil
17e législature
Gangchen Kyishong
Le Parlement tibétain en exil (tibétain : གྲོས་ཚོགས་ཐོག་གསུང་བཤད, Wylie : gros tshogs thog gsung bshad), précédemment appelé l'Assemblée des députés du peuple tibétain, est l'organe législatif de l'Administration centrale tibétaine et comprend entre 43 et 46 membres élus formant le Parlement tibétain. 
- 10 députés pour chacune des 3 provinces traditionnelles du Tibet historique : le Kham, le Ü-Tsang et l’Amdo,
- 2 députés pour chacune des 4 écoles principales du bouddhisme tibétain ainsi que la tradition Bön
- 2 députés représentent la diaspora tibétaine en Europe ;
- 1 député représente la diaspora tibétaine en Amérique du Nord
- 1 à 3 députés nommés par le Dalaï Lama représentent la culture, les sciences ou le travail d'intérêt général.

La première  élection du Parlement tibétain en exil de l’histoire du Tibet s’est déroulée le 2 septembre 1960. La communauté tibétaine célèbre cette journée comme le jour de la  démocratie.
En 1991, Samdhong Rinpoché, qui devint par la suite Premier ministre tibétain, fut nommé membre du Parlement tibétain en exil par le Dalaï Lama, et il en fut élu président. Entre 1996 et 2001, il fut l'un des membres élus du Parlement tibétain représentant les Tibétains exilés du Kham.
L’assemblée est présidée par un président et un vice-président élus tous les 5 ans par les députés en leur sein. Les sessions de l’assemblée se tiennent tous les six mois. Cependant le Dalaï Lama peut convoquer l’assemblée en cas d’urgence d’un niveau national. Lorsque l’assemblée ne siège pas, un comité de douze membres gère les affaires courantes, constitué de deux membres par province, un membre par école bouddhiste et un nommé par le Dalaï Lama.
Pour rester en liaison constante avec la population en exil, des assemblées locales ont été instituées dans chaque communauté de plus de 160 personnes. Ces assemblées locales sont l’exact réplique du parlement tibétain. Enfin, c’est le parlement qui est habilité à élire le Cabinet tibétain, le Kashag, ou Conseil des ministres.

## Histoire
Le Parlement tibétain en exil est fondé le 2 septembre 1960. Les députés sont élus tous les 5 ans. Il comporte 45 et jusqu'à 46 membres : 10 pour chacune des 3 provinces du Tibet (Ü-Tsang, Amdo et Kham), 2 pour chacune des quatre écoles principales du bouddhisme tibétain et pour la religion bön, ainsi que pour les communautés exilés en Europe, en Amérique du Nord et en Australasie. De 1 à 3 membres ont parfois été nommés par le dalaï-lama pour avoir été distingués dans les arts, les sciences et la littérature ou pour leurs services à la communauté.
Tous les Tibétains en exil de plus de 18 ans en possession du livre vert ont le droit de vote. Ils doivent avoir plus de 25 ans pour être élus au parlement.
Le parlement se réunit deux fois par an pour superviser les travaux de la branche exécutive, pour prendre des décisions sur les politiques majeures de l'administration centrale tibétaine (ACT), pour adopter des lois et règlements et pour approuver le budget de l'ACT. Entre ces sessions, les travaux du parlement sont dirigés par un comité permanent élu parmi ses membres incluant le président et le vice-président.
Le parlement a acquis progressivement les caractéristiques d'un organe législatif moderne : depuis 1990, les députés élisent les ministres, responsables devant le parlement ; le 14 juin 1991, ils adoptent la Charte des Tibétains en exil et l'amende en 2001 sur proposition du dalaï-lama pour l'élection au suffrage universel direct du premier ministre qui nomme les autres ministres, lesquels doivent être approuvés par le Parlement. La Charte des Tibétains en exil, qui correspond à la constitution et à la loi suprême gouvernant les fonctions de gouvernement de l'ACT, est à nouveau amandée le 30 mai 2011.

## Recommandation pour un statut d'observateur à l'Union interparlementaire
En 2008, le Groupe d'information internationale sur le Tibet du Sénat recommanda que le Parlement tibétain en exil obtienne un statut d'observateur à l'Union interparlementaire.